# 幕府 (中國)
幕府是中國古代官員為處理地方政務和庶務或者軍務，而組建的智囊團，亦是幕僚一詞的由來，兩漢至唐末五代，幕府辟召興盛，宋元兩代較少、亦有所限制，明代則辟署之例亦不複多見。明亡清興，幕府制度重新興盛，清代幕府分兩類型人員，一種是由有關連的朋友、顧問所組成的智囊團和人才庫，稱為師爺或幕友、幕賓，另一種則是以管理軍事、糧草、軍餉等幕僚組成。
幕府制度是一種用人制度，有別於吏部的遴選，而由主事者自行全權辟召，有破格任用的性質。

## 簡介
根據張文才對《百戰奇略》的譯註，幕府最早是古代將帥出征所設的最高指揮機關，因以帳幕搭設而成，故被稱為「幕府」，也稱「轅門」或「行轅」。古時規模較大的幕府中，可能還有“丞”、“中尉”、“長史”、“参軍”、“內史”、“司馬”、“郎中”、“主簿”、“舍人”、“謁者”、“判官”等官职。
春秋戰國時期貴族的門客，就是幕府賓客的一種在:98。後來習慣稱地方高級軍政高級官員的參謀團為幕府，如杜甫曾被招至劍南節度使嚴武幕府。唐朝还曾有多位公主開幕府。最先是平阳公主因为掌兵而开幕府，其后唐中宗年间，太平公主、安乐公主等七公主均开幕府。
最初對開幕府者沒有身份限制，到了漢代，“開府”成為一種高級官員的特權，往往只有三公可以開府，而得到開府儀同三司頭銜者亦可開府。魏晉放開開府資格，州刺史也可以開府。唐代建立之初，设天策府，置天策上将一人，李世民担任，总览全国人事权，许自置官属，位列百官之首，唐代以後，開府儀同三司通常是散官品位的最高一級。現代人常說的幕府，一般指清時期的地方封疆大臣的衙門，清人雅稱地方的總督和巡撫為“開府”。高級官員開幕府以晚清為最，較有名的有曾國藩幕府、左宗棠幕府、李鴻章幕府、張之洞幕府等。
中国古代地官编制存在过少的情况，以清代最基层的行政单位县为例，全国总计州县数目1448个，包括学官在内的辅助职官数目为5526员。一位知县或知州的辅助职官不超过四人。在此情况下，官员行政依赖幕僚:98。

## 外部連結
《辜鴻銘：中國文化的自尊與憂患── 以《張文襄幕府紀聞》為例》 陳堅